# 晕动病
晕动病，或运动病（英語：Motion Sickness），是一种平衡感失调的疾病，常見的例子包括晕车、暈機和晕船，如果是因為遊玩3D遊戲而產生則又稱為3D暈或晕3D。当人眼所见到的运动与前庭系統感觉到的运动不相符时，就会有昏厥、恶心、食欲减退等症状出现，严重者会出現呕吐。典型症狀包括头晕、房屋物體與燈旋轉、流冷汗、無法站立、感覺要暈倒、意識清楚、疲惫和恶心等。Nausea在希腊语里意為晕船（单词前缀naus是船的意思）。如果船体晃动导致的恶心感觉没有缓解，患者就会频繁的呕吐。和一般的病症不同，晕动病导致的恶心并不会在呕吐后缓解。

## 起因

### 感官冲突学说
感官冲突学说（Sensory conflict theory）是暈動病的原因最常見的假說之一，认为当大脑获得两种不匹配的运动感知信号时，人体会出现头晕、恶心等晕动病的症状。而两种不匹配的运动信号或环境信号可来自于本体感觉、视觉系统和位于內耳的平衡觉系统等。譬如当内耳位于膜迷路的内淋巴中的感受器感應到運動的信號已傳送腦部，但眼睛却告訴大腦并无运动，则可能出现晕动病。该学说认为地表上的晕动病和空间适应综合症的致病因素刚好相反：前者是眼睛观察到周围环境无变动但前庭的平衡觉系统感知到了运动，而后者是眼睛观察到了周围环境的变动而前庭系统却没有感知到运动（零重力）。

### 抗毒素假说
抗毒素假说认为晕动病是人体對神經毒性物質的心理防禦機制。大脑中的嘔吐中樞（area postrema）負責在當檢測到毒物的時候誘導嘔吐。當内耳感應到運動，但眼睛沒有看到运动时（例如在無窗的船上），对于此类偏差，大腦會得出這是個人幻覺的結論，進一步得出幻覺是攝入的毒素導致，因而引发晕动病。

### 眼球震颤假说
另一種替代的理論稱為眼球震顫假說，提出了基於從拉伸或額外的眼肌肉引起的前庭刺激眼球運動共同發生牽引產生的迷走神經的刺激。有三個關鍵方面的理論：
- 首先是在前庭系統活動之間的密切聯繫，也就是半規管及耳石器官，在不同的每隻眼睛的六條眼外肌，強直性痙攣的改變之中。因此，除自願眼球運動，前庭和動眼神經系統進行徹底的聯結。
- 第二個是謝靈頓定律（英语：Sherrington's law of reciprocal innervation）的操作，描述激動劑 - 拮抗劑在肌肉配對之間交互抑制，並通過眼外肌的伸縮，由此引起收縮肌進行拉伸。
- 最後就是出現傳入神經輸出到迷走神經，造成眼部肌肉拉伸或牽引的直接結果。第10对腦神經（迷走神經）的刺激從而產生眼部肌肉拉伸造成了暈車的原因。

這一理論解釋了為什麼内耳迷路失能（labyrinthine-defective）的個體可免疫於暈車；為什麼當做各種加速搖頭運動時症狀會出現；為什麼許多抑制眼部運動的藥物也有助於抑制暈動病的症狀。

## 处理
关于治疗和预防晕动病的方法，有很多的方法。

### 行动措施
一个最普遍而又简单的建议是：坐在车上的时候，眼望窗外，并眼望车行驶方向的地平线。这么做会帮助人的内耳中感觉平衡的器官重新调整平衡感（通过重新判断视觉获得的移动状态）。
在晚上或没有窗户的船上，闭目養神是比较有帮助的。如果条件允许，可以考虑打个盹，这么做也能减少视觉和内耳感知的平衡感之间的差异，而且打盹还可以帮助克服由心理因素带来的压力（通常对病情的焦虑是会加重病情的）。
对于病情不严重的情况，一个简单有效的办法就是咀嚼。口香糖对于缓解晕动病有非常神奇的效果。口香糖也不是唯一的选择，咀嚼零食或者其它普通食品都是有帮助的。
新鲜凉爽的空气也对缓解病情有效，虽然可能只是因为避免闻到加重呕吐的恶心气味。
玩3D遊戲而引發症狀時（尤其是視角晃動的第一人稱視角遊戲），最好的做法就是立即停止遊戲並休息。

### 用药
通常的药品通过柜台和开处方都是比较容易买到的，比如：茶苯海明（dimenhydrinate，商品名：乘晕宁、晕海宁）、桂利嗪（cinnarizine）、美克洛嗪（meclizine）、氟桂利嗪（flunarizine）。
东莨菪碱（Scopolamine）是有效的，通常通过贴剂从皮肤吸收（1.5毫克）或者片剂服用（0.4毫克）。选择贴剂还是片剂是由医生常考虑病人的年龄、体重、治疗时长等因素后分析决定的。
不过比较特别的是，许多治疗恶心和呕吐的药物在一些情况下很奏效，但是却可能无法治疗晕动症。比如胃复安和安定止吐药虽然广泛用于防吐，但对晕动病的预防和治疗都没有效果。
这是由于中枢神经系统呕吐中心（和它从化学感受器触发区所接收到的信息）与内耳对抗引起的生理反应造成的。镇静抗组胺类药物，比如异丙嗪对晕动病很有效，虽然他们可能产生嗜睡的副作用。
生薑是一种有效的止吐药。一项试验的结果表明，食用生姜或喝生姜茶可以帮助减轻恶心。而之前的研究表明，它只是起一种安慰剂的效果。在电视节目《流言終結者》（MythBusters）和《Food Detectives》上进行的试验表明，食用生姜是防止晕动病引起呕吐的一个有效办法。
据报道，薑会沉淀于胃的幽门管部位。幽门管这种放松的阀门，帮助胃正常运转。它将合适的消化物传入小肠，而不是被保留在胃中。正是胃中的保留物造成的不良影响，最终导致了呕吐。
尽管晕动病通常和呕吐联系起来，但是呕吐不是晕动病，呕吐只是晕动病的一种症状或者说是副作用。有一份关于生姜调研结果的报道：食用生姜后呕吐会减少，但恶心并没有减少。
桂利嗪在美国因有引发麻痹的可能，已被FDA禁用。

### 电疗
由于宇航员经常受晕动病困扰，美国宇航局已经对晕动病的原因和治疗进行了广泛的研究。一个非常有前景的疗法是给晕动病患者带上液晶快门眼镜，创建一个驻留时间为10毫秒的4赫兹频闪来治疗。

## 外部連接
- Davis, Christopher J.; Lake-Bakaar, Gerry V.; Grahame-Smith, David G. . Springer Science & Business Media. 6 December 2012: 123  [2017-02-12]. ISBN 978-3-642-70479-6. （原始内容存档于2021-03-24）.
- Motion Sickness （页面存档备份，存于） from MedlinePlus
- Motion Sickness Prevention and Treatment （页面存档备份，存于）, from a Medical College of Wisconsin website
- Visually induced motion sickness research （页面存档备份，存于）
- Motion Sickness Educational Video （页面存档备份，存于）